# Greeley, Colorado
Greeley är en stad (city) i Weld County, i delstaten Colorado, USA. Enligt United States Census Bureau har staden en folkmängd på 94 962 invånare (2011) och en landarea på 121 km². Greeley är huvudort i Weld County.